# Gimbi
Gimbi – miasto w Etiopii, w regionie Oromia. Według danych szacunkowych na rok 2015 liczy 45 600 mieszkańców.